# وزارة الدولة لشؤون المحافظات
وزارة الدولة لشؤون المحافظات هي واحدة من وزارات الحكومة العراقية. تأسست الوزارة في 28 حزيران 2004 تحت اسم "وزارة الدولة لشؤون المحافظات"، والغيت الوزارة سنة 2015 في زمن حكومة الدكتور حيدر العبادي نتيجة الازمة المالية حينها وتم تحويلها إلى الهيئة العليا للتنسيق بين المحافظات.
| اسم الوزير                | تاريخ استلام المنصب | رئيس الحكومة    |
| ------------------------- | ------------------- | --------------- |
| وائل عبد اللطيف           | 2004/6/28           | إياد علاوي      |
| سعد نايف مشعل الحردان     | 2005/10/12          | إبراهيم الجعفري |
| خلود سامي آل معجون        | 2006/6/20           | نوري المالكي    |
| طورهان مظهر المفتي        | 2010/12/22          | نوري المالكي    |
| أحمد عبد الله عبد الجبوري | 2014/9/8            | حيدر العبادي    |